# Viktor Tausk
Viktor Tausk (Žilina (Slovacchia), 12 marzo 1879 – Vienna, 3 luglio 1919) è stato uno psichiatra e psicoanalista slovacco.
Uno dei pionieri della prima generazione della psicoanalisi, anticipò molti concetti teorico-clinici ripresi dal movimento psicoanalitico solo molti anni dopo la sua morte; si suicidò nel 1919, al culmine di una drammatica vicenda che coinvolse Helene Deutsch, Lou Von Salomé e lo stesso Sigmund Freud.

## La vita
Nato nel 1879 (secondo alcune fonti, nel 1880) in Slovacchia da una famiglia di origini ebraiche, si trasferisce da giovane a Sarajevo. Studia Legge, laureandosi nel 1902, e si dedica all'attività di avvocato. In seguito si occupa per breve tempo di letteratura tedesca e di giornalismo.
Sposatosi nel 1900, ha due figli; si separa dalla moglie, dopo molti conflitti, nel 1905.
Nel 1908, interessatosi alla psicoanalisi, si reca a Vienna; nonostante le sue gravi difficoltà economiche (dovendo aiutare a distanza moglie e figli), si iscrive alla facoltà di Medicina ed inizia a frequentare Sigmund Freud e la Società Psicoanalitica di Vienna. Freud lo sostiene, e cerca anche di aiutarlo economicamente negli studi.
Nel 1912 avvia la sua produzione scientifica, cominciando a pubblicare i suoi primi articoli di argomento psicoanalitico. In questi anni avvia anche una lunga relazione sentimentale con la nota psicoanalista Lou-Andreas Von Salomé, uno dei personaggi più celebri e discussi del primo movimento psicoanalitico.
La relazione si interrompe nel 1915, anno in cui viene arruolato come ufficiale psichiatra dell'Esercito Imperiale Austro-ungarico, ed ivi inizia ad operare come clinico, valutatore delle commissioni medico-legali e docente di psichiatria militare.
Nel 1918 viene congedato, e torna a Vienna in una difficile situazione emotiva, sentimentale ed economica. Iniziano i primi seri screzi con Freud, e nel 1919, al termine di una complessa vicenda che coinvolge molti personaggi di primo piano dei circoli psicoanalitici dell'epoca, si toglie la vita a soli 40 anni.

## Il suicidio
Il tema del suicidio di Tausk fu uno degli argomenti "difficili" della storia del primo movimento psicoanalitico. Per molti anni sulla vicenda scese un forte silenzio, che contribuì anche indirettamente a ridurre la diffusione delle sue idee nell'ambiente psicoanalitico; solo negli anni '70, grazie all'opera di ricerca storiografica di Paul Roazen, la vicenda iniziò ad essere ricostruita in maniera più chiara.
Nel 1969 Roazen pubblicò infatti il libro Fratello Animale, che chiariva i possibili retroscena del suicidio "eccellente" di Tausk.
Tausk, che aveva sofferto di difficoltà emotive in diversi periodi della sua vita, era reduce dalla prima guerra mondiale. Rientrato a Vienna, la sua situazione economica si fece in breve disperata, ed iniziò ad avere serie difficoltà a mantenersi. Al contempo, il rapporto con Freud iniziò a divenire più complesso. Sembra che Freud, infatti, iniziasse ad avere reazioni negative rispetto al giovane Tausk: da un lato riconosceva in lui un'originalità ed una crescente indipendenza di pensiero che sentiva come minacciose; dall'altro, secondo le ricostruzioni storiografiche, aveva mal sopportato il rapporto sentimentale tra Tausk e la carismatica Lou Von Salomé, forse anche per una certa invidia o gelosia. Le difficoltà depressive di Tausk peggiorarono inoltre alla fine del 1918.
Quando, nei primi mesi del 1919, Tausk si presentò da Freud per chiedergli di prenderlo urgentemente in analisi, Freud rifiutò, e lo indirizzò alla propria analizzanda Helene Deutsch, più giovane e meno nota di Tausk stesso. Tausk incassò a stento questo rifiuto, ed iniziò un difficile percorso analitico con la Deutsch. Tuttavia dopo soli tre mesi Deutsch (che nella sua analisi si trovava a parlare con Freud di ciò che Tausk le diceva in analisi su Freud stesso, creando un pericoloso circolo vizioso) ricevette da Freud la richiesta di interrompere l'analisi di Tausk, altrimenti Freud avrebbe interrotto la sua. La Deutsch, che pure sembrava rendersi conto dello stato di crisi in cui versava Tausk, fu costretta ad interrompere il suo trattamento.
Tausk, al culmine della disperazione anche per ulteriori difficoltà sentimentali, si tolse la vita il mattino del 3 luglio 1919. Lasciò un breve biglietto di addio per Freud.
Le reazioni iniziali della Società Psicoanalitica furono assai critiche nei confronti del giovane Tausk, che venne dipinto da Ernest Jones come uno psicotico, mentre Freud (che preparò un necrologio dedicato al giovane collega) attribuì la causa del suicidio ai traumi psicologici subiti in guerra (ignorando la complessità della situazione relazionale che lo coinvolgeva in prima persona).
Dalla pubblicazione postuma delle lettere di Freud emersero affermazioni che hanno suscitato ulteriori polemiche, in quanto vi si legge una sua opinione alquanto cinica sulla scomparsa del giovane analista, descritta come "un bene per sé e per il movimento psicoanalitico".

## Le opere
Nella sua pur breve carriera Tausk pubblicò scritti di ottimo livello qualitativo, tanto da essere considerato uno dei più brillanti teorici della prima generazione di psicoanalisti. I suoi Scritti Psicoanalitici, che raccolgono la produzione scientifica di merito tra il 1912 ed il 1919, comprendono sia brevi articoli relativi alla teoria psicosessuale, abbastanza classici nella loro articolazione, sia articoli e brevi saggi più incisivi, relativi a temi diversi. In particolare, meritano menzione gli scritti di psichiatria militare e quello, assai celebre, Sulla genesi della "macchina influenzante" nella schizofrenia (1919).
Gli articoli sulla sessualità sono principalmente relativi ai temi della masturbazione, dell'eiaculazione precoce, della sessualità infantile e dei sogni omosessuali. La trattazione, seppur chiara ed articolata, è sostanzialmente "ortodossa", e si ricollega nettamente alle teorie pulsionaliste freudiane. Sono presenti comunque alcuni spunti teorici originali, in particolare in merito agli aspetti tecnici dell'analisi onirica.
Tra gli altri articoli minori, sono presenti brevi contributi alla psicologia dei lapsus (ispirati alla Psicopatologia della vita quotidiana di Freud), spunti sull'interpretazione di contenuti onirici di tipo numerico o cromatico, e soprattutto un'interessante analisi del delirio attivistico nell'alcolismo.

### I contributi alla psichiatria militare
Gli scritti di psichiatria militare sono probabilmente più interessanti, e corrispondono ad una raccolta dei suoi interventi e lavori prodotti durante la prima guerra mondiale, quando operò (alla pari di molti altri psicoanalisti, divisi sugli opposti fronti) come ufficiale psichiatra dell'Esercito Austriaco.
Il saggio Esami diagnostici delle cosiddette psicosi di guerra, si sviluppa in maniera tecnicamente assai rigorosa, con numerose oscillazioni tra l'analisi dei casi clinici e gli approfonditi riferimenti alla metateoria freudiana utilizzata per interpretarli. Il saggio è al contempo uno dei primi esempi coerenti di applicazione della teoria psicoanalitica al tema della psicotraumatologia militare, ed un esempio metodologico di alto livello dell'alternanza tra dato clinico e costrutto teorico nell'applicazione della psicoanalisi a problemi clinici nuovi.
Il saggio Per una psicologia del disertore, tratto da una conferenza riservata ad ufficiali medici austro-ungarici, affronta in maniera ampia, rigorosa e completa le dimensioni psicologiche e psicopatologiche sottostanti alle differenti tipologie di "disertori". Anche se ovviamente l'inquadramento psichiatrico del fenomeno della diserzione è per certi aspetti riduttivo, l'analisi di Tausk è sistematica, originale ed incisiva; dopo aver analizzato con acutezza varie tipologie di situazioni patologiche, riferendosi a costrutti psicoanalitici, "suggerisce" al suo auditorium la necessità di compiere una riflessione critica sul tema della psichiatrizzazione della diserzione.

### Sulla genesi della "macchina influenzante" nella schizofrenia
Il suo contributo psicoanalitico fondamentale è però universalmente considerato il suo ultimo articolo pubblicato, Sulla genesi della "macchina influenzante" nella schizofrenia (1919).
Nel lungo articolo, Tausk propone per la prima volta un'interpretazione psicoanalitica coerente ed approfondita dei dinamismi sottesi al costrutto delirante della "macchina influenzante", uno dei tematismi persecutori più frequenti in pazienti schizofrenici. La "macchina influenzante", ovvero un presunto macchinario che "ruba, modifica o influenza" i pensieri del paziente, viene riletta come una proiezione della dimensione corporea del paziente stesso. 
L'articolo, particolarmente acuto e complesso nello svolgimento dell'analisi teorico-clinica, rappresenta uno dei più alti punti di elaborazione teorica del significato dei processi psicotici presente nella letteratura psicoanalitica del primo ventennio del secolo.